# August Frank
August Franz Frank (Augsburg, 5 april 1898 - Karlsruhe, 21 maart 1984) was een Duitse SS-Obergruppenführer. Hij was generaal in de Waffen-SS en de politie. Hij werd tijdens de Processen van Neurenberg veroordeeld voor misdaden tegen de menselijkheid.

## Het begin
Frank was de zoon van een spoorwegsecretaris. Na de basisschool slaagde hij voor zijn examen aan de Oberrealschule in Augsburg. In juli 1912 volgde hij een commerciële opleiding. Na zijn afstuderen werkte Frank vanaf juli 1915 als magazijnmeester bij hetzelfde expeditiebedrijf waar hij zijn opleiding gevolgd had.
In augustus 1916 meldde Frank zich aan als oorlogsvrijwilliger (Freiwilliger) in het Beierse leger, om deel te nemen aan de Eerste Wereldoorlog. Na zijn opleiding in het Königlich Bayerisches 9. Feldartillerie-Regiment werd hij geplaatst bij het Königlich Bayerisches 4. Feldartillerie-Regiment „König“ aan het westfront. Vanaf 26 januari 1917, tot het einde van de oorlog zat hij bij het Königlich Bayerisches Reserve-Feldartillerie-Regiment Nr. 1. Hij werkte als Unteroffizier in de kasadministratie. In juni 1919 werd Frank ontslagen uit het leger.
Van juli 1919 tot oktober 1920 was Frank een expediënt in de afdeling voor mobieltransport van een transporteur uit Augsburg. Van midden oktober 1920 tot het einde van april 1930 werkte Frank in verschillende functies op de administratie van de Beierse Landespolizei. Daarna werkte hij als zelfstandig levensmiddelenverkoper. Hij was van februari 1931 tot maart 1933 als leidinggevende in een heilgymnastiekinstituut in München-Schwabing aangesteld. Frank was sinds oktober 1923 getrouwd met Rosa Hofmann.

## In het nationaalsocialisme
Op 8 april 1932 werd Frank lid van de SS, en op 1 februari 1933 van de NSDAP. Vanaf april 1933 behoorde Frank tot de Persönlicher Stab Reichsführer-SS en werkte op diverse administratieve posten.
Na de vestiging van het concentratiekamp Dachau was Frank vanaf maart 1933 tot april 1934 hoofd van de administratie van deze concentratiekampen. Daarna was Frank in het SS-Verwaltungsamt in Berlijn werkzaam. Hij had de verantwoordelijkheid voor de administratie van de begrotingen voor de Schutzstaffel (SS) en de SS-Verfügungstruppe. In deze functie was hij een stafchef, en werd in februari 1938 de plaatsvervanger van de Amtsleiter Oswald Pohl. Na de oprichting van het Hauptamtes Haushalt und Bauten in april 1939 werd Frank leider van het SS-Verwaltungsamt en was verantwoordelijk voor de administratie van de Waffen-SS personeel dat tot het SS-Führungshauptamt behoorde.
Begin februari 1942 startte Frank in het nieuwe SS-Wirtschafts und Verwaltungshauptamt het Amt A - Truppenverwaltung (troepenadministratie), en hij was tegelijk de plaatsvervanger van Pohl. In deze functie was Frank betrokken bij de utilisatie van het vermogen van de in de holocaust vermoorde Joden. Om het bezit van de vermoorde Joden voor de SS veilig te stellen, wees Frank op de order van Pohl van 26 september 1942, dat de bezittingen van de naar elders "overgebrachte Joden […] met betrekking tot de ingebrachte goederen […] in het vervolg in alle ordeningen als dief-, heler- en hamstergoed te merken" tenzij.
Van sommige kostbaarheden van vermoorde Joden was Frank onzeker hoe deze kostbaarheden te gebruiken, en hij wendde zich schriftelijk tot Himmler met de vragen:
- "1) de verzamelaarsmunten aan het geldmuseum van de Rijksbank afgegeven konden worden,
- 2) wat er moest gebeuren met de postzegelcollecties,
- 3) of de uurwerken ook aan de Rijksbank aangeboden moesten worden, om ook verkocht te worden in het buitenland of dat deze horloges of een deel ervan (van de mooiste en kostbaarste stukken) voor speciaal gebruik achter gehouden moesten worden. Ook een aantal vulpennen en vulpotloden uit puur goud zijn voorhanden. Zullen deze ook aan de Rijksbank aangeboden moeten worden om weer verkocht te worden in het buitenland of voor omsmelten afgegeven worden?[10]"

Door Himmler werd Frank op 16 september 1943 afdelingshoofd (Amtsleiter) in het Wirtschafts-Verwaltungshauptamt waar het Hauptamt Ordnungspolizei aangekoppeld was. Frank zijn formatieplaats als leider van de Amtsgruppe A in het WVHA werd met Heinz Fanslau opnieuw bezet. Op 18 augustus 1944 werd Frank in de staf van de generaal der Waffen-SS Hans Jüttner geplaatst, en op grond van het complot van 20 juli 1944 door Adolf Hitler met de reorganisatie van het Heeresverwaltung belast.
Begin november 1944 tot het einde van de Tweede Wereldoorlog was Frank als leider van Polizeiverwaltung, ook verantwoordelijk voor de Heeres-Verwaltungsamt. In deze invloedrijke positie was Frank ook voor de omvangrijke administratie en verzorging van de Wehrmacht verantwoordelijk.

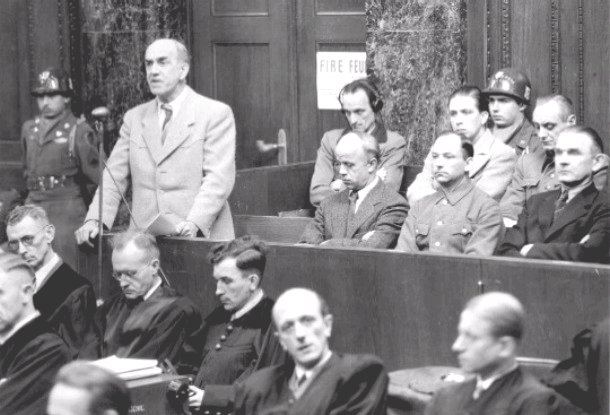
Oswald Pohl aan de microfoon met rechts van hem August Frank in de beklaagdenbank.

## Na de oorlog
Aan het einde van de oorlog dook Frank met als pseudoniem Frank Müller onder, en ging in een cementfabriek werken. Op 17 december 1945 werd Frank door de United States Army gearresteerd en in hechtenis genomen. Op 13 januari 1947 werd Frank met 17 andere beschuldigden in het proces Wirtschafts- und Verwaltungshauptamt der SS voor een Amerikaanse militaire rechtbank aangeklaagd. In het bijzonder werd Frank zijn verantwoording voor de utilisatie van het vermogen van de vermoorde Joden hem aangerekend. Frank werd in de punten van de officiële aanklacht: oorlogsmisdaden, misdaden tegen de menselijkheid en het lidmaatschap van een criminele organisatie, de SS schuldig bevonden en op 3 november 1947 tot levenslange gevangenisstraf veroordeeld. De veroordeling werd later in 15 jaar gevangenisstraf omgezet. Na gedeeltelijke strafvermindering werd hij op 7 mei 1954 vrijgelaten uit de gevangenis van Landsberg.
Hij leefde later in het Beierse Weingarten en verhuisde in 1979 naar het Karlsruhe, waar hij in 1984 overleed.

## Carrière
Frank bekleedde verschillende rangen in zowel de Allgemeine-SS als Waffen-SS. De volgende tabel laat zien dat de bevorderingen niet synchroon liepen.
| Datum                                                | Deutsches Heer         | Reichswehr          | Politie                       | Allgemeine-SS          | Waffen-SS                       |
| ---------------------------------------------------- | ---------------------- | ------------------- | ----------------------------- | ---------------------- | ------------------------------- |
| 21 augustus 1916                                     | Kriegsfreiwilliger     | —                   | —                             | —                      | —                               |
| 11 april 1917                                        | Gefreiter              | —                   | —                             | —                      | —                               |
| 9 oktober 1917                                       | Unteroffizier          | —                   | —                             | —                      | —                               |
| 26 januari 1918                                      | Wachtmeisterdiensttuer | —                   | —                             | —                      | —                               |
| 13 december 1918                                     | Zahlmeisterapplikant   | —                   | —                             | —                      | —                               |
| 10 oktober 1920                                      | —                      | Zahlmeisteranwärter | —                             | —                      | —                               |
| 1 december 1920                                      | —                      | —                   | Polizei-Rottmeister           | —                      | —                               |
| 10 maart 1921                                        | —                      | —                   | Polizei-Zahlmeisteraspirant   | —                      | —                               |
| 1 april 1921                                         | —                      | —                   | Polizei-Wachtmeister          | —                      | —                               |
| 11 november 1922                                     | —                      | —                   | Polizei-Oberwachtmeister      | —                      | —                               |
| 1 juli 1927                                          | —                      | —                   | Verwaltungsbeamter            | —                      | —                               |
| 1 september 1927                                     | —                      | —                   | Polizei-Verwaltungssekretär   | —                      | —                               |
| 8 april 1932 - 1 mei 1932                            | —                      | —                   | —                             | SS-Mann                | —                               |
| 1 december 1932                                      | —                      | —                   | —                             | SS-Scharführeranwärter | —                               |
| 1 juli 1933                                          | —                      | —                   | —                             | SS-Scharführer         | —                               |
| 29 augustus 1933                                     | —                      | —                   | —                             | SS-Truppführer         | —                               |
| 9 november 1933                                      | —                      | —                   | —                             | SS-Sturmführer         | —                               |
| 23 april 1934 (met ingang van 20 april 1934)         | —                      | —                   | —                             | SS-Obersturmführer     | —                               |
| 1 januari 1935 (met ingang van 1 januari 1935)       | —                      | —                   | —                             | SS-Hauptsturmführer    | —                               |
| 15 september 1935 (met ingang van 15 september 1935) | —                      | —                   | —                             | SS-Sturmbannführer     | —                               |
| 22 april 1936 (met ingang van 20 april 1936)         | —                      | —                   | —                             | SS-Obersturmbannführer | —                               |
| 20 april 1937                                        | —                      | —                   | —                             | SS-Standartenführer    | —                               |
| 20 april 1938                                        | —                      | —                   | —                             | SS-Oberführer          | —                               |
| 20 april 1940                                        | —                      | —                   | Generalmajor in de politie    | SS-Brigadeführer       | Generalmajor in de Waffen-SS    |
| 30 januari 1943                                      | —                      | —                   |                               | SS-Gruppenführer       | Generalleutnant in de Waffen-SS |
| 27 september 1943                                    | —                      | —                   | Generalleutnant in de politie | —                      | —                               |
| 1 oktober 1944 (met ingang van 9 oktober 1944)       | —                      | —                   | Generaal in de politie        | SS-Obergruppenführer   | Generaal in de Waffen-SS        |

## Lidmaatschapsnummers
- NSDAP-nr.: 1 471 185[11][13][14] (lid geworden 1 januari 1933[7], effectief vanaf 1 februari 1933[11][6])
- SS-nr.: 56 169[11][13] (lid geworden 8 april 1932[11][6])

## Onderscheidingen
Selectie:
- Duitse Kruis in zilver[14] op 13 december 1944 als Chef van de Heeresverwaltungsamtes/OKH[2][5]
- Kruis voor Oorlogsverdienste, 1e Klasse (1 september 1941[2][5]) en 2e Klasse (1941[2][5]) met Zwaarden[14]
- IJzeren Kruis 1914, 2e klasse[13][14] (12 mei 1918[2][5])
- Erekruis voor Frontstrijders in de Wereldoorlog[5][13][14] in 1934[2]
- Landesorden[13][14]
- Ehrendegen des Reichsführers-SS[13][14] op 1 december 1937[2]
- SS-Ehrenring[13][14] op 1 december 1937[2]
- Sportinsigne van de SA[13] in brons[5] op 1 december 1937[2]
- Rijksinsigne voor Sport in zilver[2][13]